# Kathleen Harter
Kathleen Harter (* 27. Oktober 1946 in Los Angeles) ist eine ehemalige US-amerikanische Tennisspielerin. 

## Karriere
Kathleen Harter war in den 1960er und 1970er Jahren im Tennissport aktiv. Sie spielte in dieser Zeit bei allen Grand-Slam-Turnieren in jeder Teildisziplin, Einzel, Doppel und Mixed. Ihr größter Erfolg war das Erreichen des Doppelfinales bei den French Open 1976, das sie gemeinsam mit Helga Masthoff verlor. Bei den Wimbledon Championships 1967 unterlag sie im Halbfinale der späteren Turniersiegerin Billie Jean King.
Harter wurde in einer einzigen Partie für die US-amerikanische Federation-Cup-Mannschaft gegen die Schweiz eingesetzt. Sie gewann dieses Doppelmatch an der Seite von Mary-Ann Eisel.

## Finalteilnahmen bei Grand-Slam-Turnieren

### Doppel
| Nr. | Datum         | Turnier     | Belag | Partnerin      | Finalgegnerinnen                         | Ergebnis      |
| --- | ------------- | ----------- | ----- | -------------- | ---------------------------------------- | ------------- |
| 1.  | 13. Juni 1976 | French Open | Sand  | Helga Masthoff | Fiorella Bonicelli Gail Lovera Benedetti | 4:6, 6:1, 3:6 |